# بين ريان (لاعب اتحاد الرغبي)
بين ريان (بالإنجليزية: Ben Ryan) هو لاعب اتحاد الرغبي بريطاني، ولد في 11 سبتمبر 1971 في ويمبلدون في المملكة المتحدة.

## وصلات خارجية
- بين ريان عل موقع إسبنسكروم (الإنجليزية)